# Borne (rivière de l'Ardèche)
Pour les articles homonymes, voir Borne.
La Borne est une rivière française qui coule dans les départements de l’Ardèche et de la Lozère. C’est une rivière cévenole typique, affluent du Chassezac en rive gauche, donc sous-affluent du Rhône par le Chassezac et l’Ardèche.

## Géographie
De 35,5 km de longueur, la Borne prend sa source au col de la Croix de Bauzon dans le département de l’Ardèche. Il rejoint le Chassezac en rive gauche, à la limite entre les territoires de Pied-de-Borne et de Sainte-Marguerite-Lafigère, un peu en aval du confluent de l’Altier avec le Chassezac.

### Communes traversées
La Borne traverse ou longe les dix communes suivantes :
- département de l'Ardèche : Borne, Laval-d'Aurelle, La Souche, Mayres, Montselgues, Saint-Étienne-de-Lugdarès, Saint-Laurent-les-Bains et Sainte-Marguerite-Lafigère ;
- département de la Lozère : Prévenchères et Pied-de-Borne.

## Hydrologie
La Borne est une rivière typiquement cévenole et donc très irrégulière mais abondante, à l’instar de ses voisines de la région des Cévennes, et avant tout du Chassezac et de l’Ardèche. 

### La Borne à Saint-Laurent-les-Bains
Son débit a été observé durant une période de 39 ans (1969-2007), à Saint-Laurent-les-Bains, localité du département de l'Ardèche située au niveau de son confluent avec le Chassezac. La surface ainsi étudiée est de 95 km2, soit la totalité du bassin versant de la rivière.
Le débit moyen inter-annuel ou module de la rivière à Saint-Laurent-les-Bains est de 2,65 m3/s.
La Borne présente des fluctuations saisonnières de débit fort marquées, comme c’est la norme dans la région des Cévennes. Les hautes eaux se déroulent de l’automne au printemps, et présentent deux maxima. Le premier, en automne, se caractérise par des débits mensuels moyens allant de 4,41 à 4,63 m3/s, en octobre et novembre. Le second au printemps, affiche des débits moyens de 3,55 m3/s en avril et 3,15 en mai. Entre ces deux sommets, durant la période hivernale, les débits mensuels restent élevés et se situent dans une fourchette allant de 2,69 à 3,60 m3/s. À partir de la seconde partie du mois de mai, le débit baisse rapidement jusqu’aux basses eaux d’été qui ont lieu en juillet et en août (minimum de 0,340 m3/s en août). Mais ces moyennes mensuelles ne sont que des moyennes et cachent des fluctuations bien plus prononcées sur de courtes périodes ou selon les années.

### Étiage ou basses eaux
Aux étiages, le VCN3 peut chuter jusque 0,075 m3/s (75 litres/s), en cas de période quinquennale sèche, ce qui est moyennement sévère pour un cours d’eau de cette taille. Ce fait est fréquent et tout à fait normal parmi les rivières de la région cévenole.

### Crues
Les crues peuvent être extrêmement importantes, compte tenu de la petitesse du bassin versant. Les QIX 2 et QIX 5 valent respectivement 110 et 180 m3/s. Le QIX 10 est de 230 m3/s, le QIX 20 de 270 m3/s, tandis que le QIX 50 se monte à pas moins de 330 m3/s. Ce dernier chiffre est supérieur au débit moyen de la Seine à Paris, mesuré au pont d’Austerlitz.
Le débit instantané maximal enregistré à Saint-Laurent-les-Bains a été de 694 m3/s le 1er septembre 1980, tandis que la valeur journalière maximale était de 174 m3/s le 21 septembre de la même année. Si l’on compare la première de ces valeurs à l’échelle des QIX de la rivière, l’on constate que le niveau de cette crue était de plus du double de la crue cinquantennale calculée par le QIX 50, et donc tout à fait exceptionnelle.

### Lame d'eau et débit spécifique
La Borne est une rivière extrêmement abondante. La lame d'eau écoulée dans son bassin versant est de 1 357 millimètres annuellement, ce qui est plus de quatre fois supérieur à la moyenne d’ensemble de la France (320 millimètres/an), et dépasse même les moyennes du bassin du Chassezac (1 024 millimètres/an) et de l’Ardèche (908 -millimètres/an). Le débit spécifique (ou Qsp) atteint 42,9 litres par seconde et par kilomètre carré de bassin, un record pour le Massif central.